# Lista över korta personer
Lista över korta personer under 100 cm.

## 97 cm
- Josh Ryan Evans (1982-2002), född i USA, var även skådespelare.

## 81 cm
- Verne Troyer (1969-2018), född i USA, var även skådespelare.

## 74 cm
- He Pingping (1988-2010), född i Kina.

## 71 cm
- Hatice Kocaman (1989-), född i Turkiet.

## 70 cm
- Edward Niño Hernández (1986-), född i Colombia.

## 69 cm
- Bridgette Jordan (1989-), född i USA.

## 67 cm
- Lin Yü-chih (1972-), född i Taiwan.

- Khagendra Thapa Magar (1992-2020), född i Nepal.

## 65 cm
- István Tóth (1963-2011), född i Ungern.
- Madge Bester (1963-), född i Afrika.

## 61 cm
- Lucia Zarate (1864-1890), född i Mexiko.

## 60 cm
- Junrey Balawing (1993-2020), född i Filippinerna.

## 58 cm
- Jyoti Amge (1993-), född i Indien.
- Pauline Musters (1876-1895), född i Nederländerna.

## 57 cm
- Gul Mohammed (1957-1997), född i Indien.

## 54 cm
- Chandra Bahadur Dangi (1939-2015), född i Nepal.